# Nicolaas Marinus Josephus Jitta
Nicolaas Marinus Josephus Jitta (Amsterdam, 16 mei 1868 – 's-Gravenhage, 5 juni 1940) was een Nederlandse oogarts uit de familie Josephus Jitta. Hij heeft vele artikelen op zijn vakgebied gepubliceerd en was enige tijd privaatdocent aan de Universiteit van Amsterdam. Later werd hij voorzitter van de Gezondheidsraad.

## Leven en werk
Hij was de tweede uit het gezin die naar de universiteit ging. Hij was lid, en later rector, van het Amsterdams Studenten Corps. Hij werd oogarts en heeft vele artikelen op zijn vakgebied gepubliceerd en was enige tijd privaatdocent aan de Universiteit van Amsterdam. Ook bekleedde hij een groot aantal maatschappelijke functies. Hij kandideerde zich voor de Gemeenteraad van Amsterdam voor de Vrijzinnige Kiesvereniging "Vooruitgang". In 1899 werd hij lid van de Commisie Volkshuisvesting van de Gemeente Amsterdam. Hij werd er in 1905 wethouder Armwezen en locoburgemeester (in 1915 was hij kort burgemeester) en hij was onder meer vicevoorzitter van het Israëlitisch Herstellings en Vacantieoord te Wijk aan Zee. Hij trouwde met Sophia Cohen (1865-1911), de kleindochter van Leeser Rosenthal, wiens verzameling boeken op het gebied van judaïca in 1880 aan de stad Amsterdam is geschonken. Deze vormt nu de basis van de Bibliotheca Rosenthaliana, afdeling Bijzondere Collecties van de Universiteit van Amsterdam. Enkele jaren na het overlijden van zijn echtgenote hertrouwde hij met de weduwe Dinah Salomonson-Wertheim (1870-1941), een dochter van A.C. Wertheim. 
Hij verliet de Amsterdamse politiek en werd voorzitter van de Gezondheidsraad (1918-1940). In deze hoedanigheid verschafte hij in de jaren twintig logies aan dokter Louis Ferdinand Destouches, beter bekend als de Franse antisemitische schrijver Céline, die blijkbaar in die tijd nog geen bezwaar tegen Joden had.  

## Overige bestuursfuncties

opening van het Veiligheidsmuseum, JJ zit op eerste rij links

- Voorzitter Centrale commissie voor Drinkwatervoorziening (commissie is in 1984 opgegaan in RIVM)
- Voorzitter Federatie voor Ongehuwde Moeders (sinds 1930 FIOM)
- Voorzitter Nederlandsch Congres van Openbare Gezondheidsregeling[4]
- Voorzitter Nederlandsche Vereniging voor Rheumatiekbestrijding[5]
- Voorzitter Staatscommissie voor Onvolwaardige Arbeidskrachten (ingesteld 1929)[6]
- Voorzitter Veiligheidsmuseum [7]
- Voorzitter Vereeniging voor Uitzending van Kinderen naar Buiten (KinaBu)
- Voorzitter Prophylaxefonds art. 125 Ziektewet
- Voorzitter Commissie voor Armenzorg en Huisvesting (Belgische vluchtelingen)
- Secretaris Nationaal Comité Stormramp (storm van 1 augustus 1925 in Borculo)
- Dagelijks Bestuur Roode Kruis
- Bestuurslid Oranje Kruis

## Buitenlandse functies
- Lid Institut International de Statistique (ISI)[8]
- Lid en later voorzitter (1934-1938) Office International d’Hygiène Publique - Paris
- Lid Comité d’Hygiène van de Volkenbond in Genève.[9]

## Onderscheidingen en ridderorden[10]
- Ridder Nederlandsche Leeuw (1909)[11]
- Officier Oranje Nassau
- Belgische onderscheiding (als wethouder van Amsterdam belast met de opvang van Belgische vluchtelingen)
- Duitse onderscheiding (van de Weimar Republiek)
- Medaille van het Roode Kruis (is koninklijke onderscheiding)
- Kruis van verdienste van het Nederlandsche Roode Kruis, 1887
- Officier Legion d’Honneur
- Medaille van het Franse Ministère de l’hygiène, de l’assistance et de prévoyance sociales

- Biografisch Portaal: 73724605
- Gemeinsame Normdatei: 1055436189
- International Standard Name Identifier: 0000 0001 0254 7729
- Library of Congress Control Number: n2014182344
- Nationale Bibliotheek van Tsjechië: xx0124088
- Virtual International Authority File: 152940770
- WorldCat: E39PBJwX6wJFvx7C3gqWKxcByd